# Volker Bräutigam
Volker Bräutigam, né en 1941, est un journaliste et essayiste allemand.

## Biographie
Il a été présentateur au journal télévisé Tagesschau de la chaîne allemande ARD.

## Théories
Selon Bräutigam, les États-Unis soutiennent ouvertement les bases de revenus des paysans afghans cultivant le pavot à opium. Pour lui, lors de la Guerre d'Afghanistan (2001), la sécurisation et le développement de la culture du pavot fait partie des objectifs de guerre des États-Unis, de même que la subversion de la Russie et de la Chine au moyen de la diffusion dans ces pays de l'héroïne tirée du pavot. Le trafic de stupéfiants passant par l'Ouzbékistan et le Tadjikistan et ces deux pays se trouvant sous influence américaine, Bräutigam émet l'hypothèse que les services secrets américains organisent eux-mêmes ce trafic, à l'image d'une nouvelle guerre de l'opium. Il affirme que sur 3,4 milliards de dollars de pavot vendu en 2009, 21 % revient aux paysans producteurs et 75 % alimente des fonctionnaires gouvernementaux corrompus, la police locale, des marchands régionaux, des transitaires, les alliés des États-Unis dans la région et l'OTAN, et les 4 % restants reviennent aux talibans eux-mêmes, dont l'adversité permettrait de maintenir vivace et permanent le prétexte de la présence américaine sur place.

## Publications
- Volker Bräutigam (Hrsg.): Die Meinungsfreiheit des Journalisten, Reihe „Loccumer Protokolle“, Nr. 02/75
- Volker Bräutigam: Personalinformationssystem beim NDR, in: Das Datennetz – Computer bedrohen die Freiheit, Monika Binas (Hrsg), Kübler-Verlag M. Akselrad, Heidelberg 1983  (ISBN 3-9212-6540-1)
- Volker Bräutigam: Die Erde ist alles, was wir an Himmel haben, in: ENGELSGESCHICHTEN AM KAMIN, Ursula Richter u. Astrid Wiedemann (Hrsg), Rowohlt Taschenbuch Verlag, Reinbek 2005  (ISBN 978-3-4992-4013-3)
- Volker Bräutigam: Die Tagesschauer. Rowohlt Taschenbuch Verlag, Reinbek 1982 und (2. Auflage) 1983, 580 (OCLC 27006308)
- Volker Bräutigam: Bildung und Kultur im Deutschen Fernsehen, Taipei 1996, Vorlesungsreihe, Fu Jen University, Graduate Institute for Translation and Interpretation.
- Volker Bräutigam: Alltagssprache im Fernsehen, Taipei 1996, Vortrag auf dem 5. Jahreskongress des Germanisten- und Deutschlehrerverbandes Taiwan, Cheng Gong University, Tai-nan
- Volker Bräutigam: Zur Problematik des Übersetzens ausländischer Filmdokumente, Taipei Nov. 1996, Beitrag zum übersetzungswissenschaftlichen Kongress der Fu Jen University
- Volker Bräutigam: Die Kunst des Drachentötens – Zum Studium der deutschen Sprache in Taiwan, in: Freies Asien, Taipei 1997, 39. Jahrgang, Nr. 18/19.
- Volker Bräutigam: Fernsehprogramme in Taiwan: Das Land hat Besseres zu bieten, (urspr.) Hamburg 1997, Vortrag vor der „Bambusrunde“
- Chen Yung-Yu, Volker Bräutigam: Disparität der Sprachebenen als Problem beim Übersetzen, in: Deutsch-taiwanesische Hefte, Taipei 1999, Nr. 1
- Volker Bräutigam: Sonne, Wind und heiße Quellen, in: Taipeh heute, Taipei 2001, Heft 1, 14. Jahrgang.
- Volker Bräutigam: Günstig abzugeben – die deutsche Eisenbahn. In: Gabriele Gillen/Walter van Rossum (Hg), „Schwarzbuch Deutschland. Handbuch der vermissten Informationen“, Rowohlt, Reinbek, 2008 (gebundene Ausgabe)  (ISBN 978-3-4980-2504-5)
- Volker Bräutigam: Die Falschmünzer-Republik - Von Politblendern und Medienstrichern, Scheunen-Verlag, Kückenshagen 2009  (ISBN 978-3-9383-9890-6)